# 이재원 (1988년)
이재원(李宰元, 1988년 2월 24일~)은 KBO 리그 한화 이글스의 포수이다.

## SK 와이번스시절
2006년에 1차 지명을 받아 입단했다. 당시 포수 중 박경완이 노쇠화의 기미를 보였고, 유망주 포수였던 정상호의 성장이 더딘데다가 군에 가 있어 팀에서 인천고등학교의 특급 포수였던 그를 지명했다.
선수 생활 내내 클린업 트리오 타순의 기회가 많이 있었지만 이호준, 김재현, 박정권, 박재홍, 이진영이 중심 타선에 버티고 있었기 때문에 좌완 투수를 상대로 대타로 기용됐다.
포수로서 수비력은 많이 부족했다. 그리고 박경완, 조인성, 정상호가 포수진에서 버티고 있었다. 하지만 좌완 상대 대타로서는 그 누구보다도 타력이 괜찮았기 때문에 그는 포수보단 대타로 기용됐다.
2006년에 당시 감독이었던 조범현이 그를 23경기에 출전시켰고, 박경완의 백업 포수로 출전하며 재능을 인정받았다. 뛰어난 타격 재능 때문에 그의 타격 재능을 더 활용하려는 감독 때문에 1루수로도 많이 출전했다. 시즌 48타수 15안타를 기록했다.
2007년에 김성근이 감독으로 부임하며 박경완의 백업으로 수비력이 약한 그보다 군에 다녀온 정상호가 중용됐다. 대신 타격 재능을 인정받아 주로 대타나 지명타자로 출전하며 3할 타율을 기록했지만 규정 타석은 채우지 못했다. 66경기에 출장해 108타수 36안타를 기록했다. 첫 홈런과 도루도 이 해에 기록했다.
2008년에는 포수로서 출장 기회를 어느 정도 부여받았고, 82경기에서 146타수 46안타를 기록했다. 시즌 후 11월에 팔꿈치 수술을 받았다.
2009년 당시 재활로 인해 개막전에 출장하지 못했고, 24경기에서 32타수 11안타를 기록했다.
2010년에는 가장 부진했다. 대타로 54경기에 출전해 70타수 18안타에 그쳤다.

## 상무 야구단시절
당시 감독이었던 김성근의 반대를 뿌리치고 군 복무를 택했다. 복무 중 이지영에게 밀려 주로 1루수로 출장했다.
2년차에는 박동원, 이희근보다 포수로 더 많이 중용됐다.

## SK 와이번스복귀 &SSG 랜더스시절
2012년에 복귀하였다. 2014년에 데뷔 첫 두 자릿수 홈런(12홈런)을 기록했다. 2018년에 팀의 주장으로 선임됐다.
2018년 시즌 후 FA 자격을 취득했고, 4년 총액 69억원에 잔류했다.
2021년에 최정의 뒤를 이어 다시 팀의 주장으로 선정됐다. 2023년 11월 23일에 본인이 직접 방출을 요청했다.

## 한화 이글스시절
2023년 12월에 입단하였다.

## 트리비아
- 좌완 투수 상대로 타율이 상당히 높다.[5] 그래서 프로 입단 초기에는 좌완 투수 상대 플래툰으로 많이 기용됐다.
- 2006년 한국프로야구 신인 드래프트에서 SK 와이번스가 포수가 부족하다는 이유로 동산고 투수 류현진 대신 그를 뽑았는데 이를 두고 '류거이(류현진 거르고 그)라고 불렸다.

## 출신 학교
- 인천숭의초등학교
- 상인천중학교
- 인천고등학교

## 통산 기록
| 연도 | 팀명 | 타율  | 경기 | 타수 | 득점 | 안타 | 2루타 | 3루타 | 홈런 | 루타 | 타점 | 도루 | 도실 | 볼넷 | 사구 | 삼진 | 병살 | 실책 |
| ---- | ---- | ----- | ---- | ---- | ---- | ---- | ----- | ----- | ---- | ---- | ---- | ---- | ---- | ---- | ---- | ---- | ---- | ---- |
| 2006 | SK   | 0.313 | 23   | 48   | 2    | 15   | 0     | 0     | 0    | 15   | 4    | 0    | 0    | 1    | 0    | 9    | 2    | 0    |
| 2007 | SK   | 0.333 | 66   | 108  | 16   | 36   | 8     | 0     | 3    | 53   | 21   | 1    | 0    | 7    | 3    | 13   | 4    | 3    |
| 2008 | SK   | 0.315 | 82   | 146  | 14   | 46   | 13    | 1     | 3    | 70   | 25   | 2    | 0    | 20   | 2    | 24   | 8    | 3    |
| 2009 | SK   | 0.344 | 24   | 32   | 2    | 11   | 2     | 0     | 0    | 13   | 5    | 0    | 0    | 6    | 1    | 4    | 1    | 1    |
| 2010 | SK   | 0.257 | 54   | 70   | 8    | 18   | 5     | 0     | 1    | 26   | 7    | 0    | 0    | 5    | 2    | 8    | 4    | 1    |
| 2012 | SK   | 0.321 | 16   | 28   | 3    | 9    | 0     | 0     | 2    | 15   | 7    | 0    | 0    | 4    | 1    | 4    | 1    | 0    |
| 2013 | SK   | 0.252 | 69   | 226  | 27   | 57   | 10    | 1     | 8    | 93   | 41   | 2    | 1    | 17   | 4    | 32   | 8    | 0    |
| 2014 | SK   | 0.337 | 120  | 412  | 48   | 139  | 30    | 2     | 12   | 209  | 83   | 3    | 0    | 49   | 12   | 66   | 14   | 7    |
| 2015 | SK   | 0.282 | 140  | 489  | 58   | 138  | 18    | 1     | 17   | 209  | 100  | 1    | 3    | 54   | 11   | 85   | 22   | 3    |
| 2016 | SK   | 0.290 | 130  | 411  | 49   | 119  | 15    | 0     | 15   | 179  | 64   | 1    | 5    | 43   | 9    | 76   | 15   | 8    |
| 2017 | SK   | 0.242 | 114  | 314  | 32   | 76   | 15    | 0     | 9    | 118  | 42   | 0    | 1    | 16   | 8    | 55   | 9    | 3    |
| 2018 | SK   | 0.329 | 130  | 407  | 63   | 134  | 24    | 0     | 17   | 209  | 57   | 0    | 0    | 43   | 12   | 65   | 13   | 11   |
| 2019 | SK   | 0.268 | 139  | 451  | 33   | 121  | 19    | 0     | 12   | 176  | 75   | 1    | 0    | 34   | 9    | 59   | 16   | 6    |
| 2020 | SK   | 0.185 | 80   | 222  | 18   | 41   | 8     | 0     | 2    | 55   | 21   | 0    | 0    | 19   | 6    | 24   | 12   | 3    |
| 2021 | SSG  | 0.280 | 107  | 271  | 29   | 76   | 13    | 0     | 3    | 98   | 30   | 0    | 2    | 29   | 5    | 47   | 14   | 7    |
| 2022 | SSG  | 0.201 | 105  | 234  | 27   | 47   | 6     | 0     | 4    | 65   | 28   | 1    | 0    | 25   | 8    | 44   | 13   | 4    |
| 2023 | SSG  | 0.091 | 27   | 44   | 3    | 4    | 1     | 0     | 0    | 5    | 2    | 0    | 0    | 2    | 0    | 8    | 4    | 1    |
| 2024 | 한화 | 0.254 | 68   | 126  | 16   | 32   | 4     | 0     | 1    |      | 16   | 0    | 0    | 7    |      | 17   |      |      |
| 통산 |      | 0.278 | 1426 | 3913 | 432  | 1087 | 187   | 5     | 108  | 1608 | 612  | 12   | 12   | 374  | 93   | 623  | 160  | 61   |